# Chemické listy
Chemické listy jsou recenzovaný časopis s měsíční periodicitou vydávaný Českou společností chemickou.

## Historie
Historie časopisu Chemické listy začíná v roce 1876, kdy vyšlo první číslo časopisu Listy chemické, jejichž redaktorem se stal profesor pražské polytechniky Karel Preis. Rokem svého vzniku jsou Listy chemické jedním z nejstarších národních chemických časopisů ve světě. V roce 1907 byl po sloučením s Časopisem pro chemický průmysl, který vycházel od roku 1891, ustaven časopis s novým titulem Chemické listy pod redakčním vedením profesora Josefa Hanuše. Pro přímou následnost předchozího titulu je 1. ročník Chemických listů současně počítán jako 31. ročník Listů chemických (115. ročník roku 2021 je tak v tiráži uváděn jako 145. ročník Listů chemických).
Profesor Josef Hanuš řídil vydávání Chemických listů až do roku 1927, po něm až do roku 1945 vykonával funkci šéfredaktora Dr. Otakar Webr. V Chemických listech, zvláště pak po 1. světové válce, začaly nad příspěvky praktického a průmyslového zaměření převažovat vědecké práce. V tomto období bylo běžné, že Chemické listy otiskovaly původní práce v českém jazyce, zatímco jejich cizojazyčné ekvivalenty byly publikovány v časopise Collection of Czechoslovak Chemical Communication nebo byly zasílány do zahraničních časopisů. V roce 1922 v Chemických listech Jaroslav Heyrovský (pozdější nositel Nobelovy ceny za chemii, 1959) poprvé publikoval základní princip polarografie.
V poválečných letech se o konsolidaci časopisu zasloužil jako vedoucí redaktor profesor Josef Koštíř. V roce 1959 se stal šéfredaktorem Dr. Jiří Gut, který se stal pro časopis významnou osobností, neboť řídil vydávání celkem 38 ročníků Chemických listů až do roku 1996. Další mimořádně zasloužilou osobností v historii Chemických listů byl docent Jiří Volke, který obětavě pracoval jako redaktor od konce padesátých let 20. století až do své smrti v roce 2011.
Na začátku šedesátých let 20. století se upravil vztah Chemických listů a Collectionu tak, že původní práce byly určeny k publikování v Collectionu a Chemické listy byly orientovány na česky psané přehledné referáty a krátká sdělení k laboratorní technice a měření.
Nová politická a ekonomická situace po roce 1989 si vyžádala změny v ekonomickém zajištění vydávání časopisu a i v personálním složení redakčního kruhu. Důležitou osobností této novodobé historie Chemických listů je profesor Bohumil Kratochvíl, který do redakce nastoupil v roce 1988, v roce 1996 převzal řízení časopisu po Jiřím Gutovi a s malou přestávkou byl šéfredaktorem až do roku 2020.
Redakční kruh čítající celkem deset redaktorů vede profesor Vlastimil Vyskočil. Vedle redakčního kruhu je dalším orgánem (prvně ustaveným již v padesátých letech 20. století) redakční rada, ve které jsou zastoupeni ředitelé řady akademických a výzkumných institucí a další přední vědci a která má pro časopis významnou funkci poradní a podpůrnou.
S krátkým přerušením v padesátých letech 20. století byly vždy Chemické listy orgánem Československé společnosti chemické (nyní České společnosti chemické), jejíž Bulletin, dříve vydávaný samostatně, je od 90. let 20. století začleněn do 1., 4., 7. a 10. čísla každého ročníku Chemických listů. Tato čísla dostávají zdarma všichni členové Společnosti.

## Šéfredaktoři
- 1876–1907 Karel Preis
- 1908–1926 Josef Hanuš
- 1927–1945 Otakar Webr
- 1946–1951 Josef Koštíř
- 1952–1954 Josef Rudinger
- 1955–1957 Blahoslav Sedláček
- 1958 Miloš Kraus
- 1959–1996 Jiří Gut
- 1996–2011 Bohumil Kratochvíl
- 2012–2015 Pavel Chuchvalec
- 2016–2020 Bohumil Kratochvíl (podruhé)
- 2021–současnost Vlastimil Vyskočil

## Medailonky vybraných šéfredaktorů
- Prof. Karel Preis (šéfredaktor Chemických listů v letech 1876–1907)

Karel Preis (1846–1916) studoval na pražské a curyšské polytechnice, pak v roce 1867 nastupuje jako chemik v hutích v Komárově, v roce 1868 se stává asistentem na pražské polytechnice, v roce 1876 mimořádným a v roce 1882 řádným profesorem chemie anorganické a analytické. Po odchodu Vojtěcha Šafaříka na českou universitu stává se profesorem obecné anorganické chemie. Pracoval však také v oblasti chemie organické. Napsal několikadílné „Navedení k chemickým rozborům" a pak známou učebnici „Chemie anorganická" ve spolupráci s Emilem Votočkem. Členem Společnosti pro průmysl chemický v Království českém byl od samého počátku a byl také jejím prvním předsedou po změně stanov 1872. Po 20 let redigoval Listy chemické, které po jistou dobu dokonce sám vydával. Založil Listy cukrovarnické (1883) a vedl jejich redakci až do svého skonu. Vybudoval Cukrovarnické museum a Výzkumnou cukrovarnickou stanici (1895), jejímž byl pak ředitelem. Prof. Preis byl veliký organizátor a nadšený iniciátor nových myšlenek a podniků. Vedle hlubokých znalostí teoretických osvědčil velmi praktický smysl pro problémy hospodářské.
- Prof. Ing. Josef Hanuš, Dr. Techn. h. c. (šéfredaktor Chemických listů v letech 1908–1926)

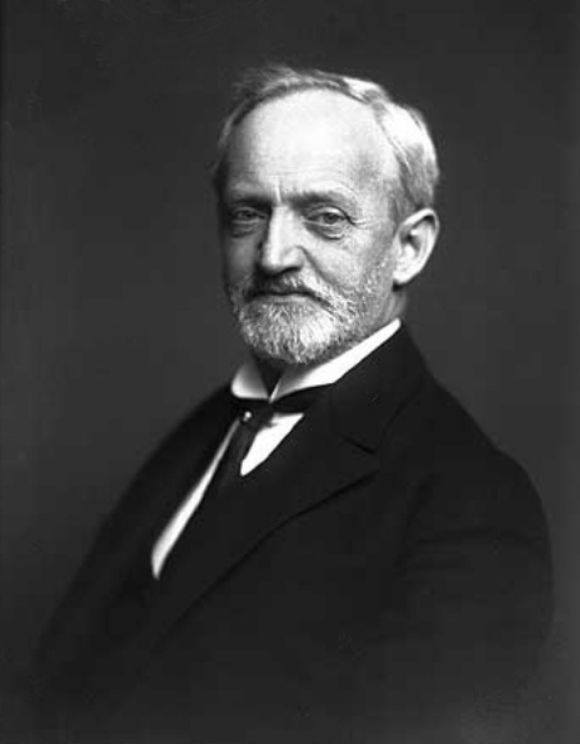
Prof. Ing. Josef Hanuš, Dr. Techn. h. c.

Prof. Hanuš se narodil 13. ledna 1872 v Jilemnici a zemřel 24. prosince 1955 v Praze. Vystudoval chemii na České vysoké škole technické v Praze. Svoji kariéru začal jako asistent prof. Karla Preise a posléze se stal profesorem analytické a potravinářské chemie na Českém vysokém učení technickém v Praze (ČVUT), na kterém v letech 1927–1928 zastával i pozici rektora. Výrazná je jeho činnost spolková, byl prvním jednatelem České společnosti chemické. V roce 1952 se stal akademikem Československé akademie věd.
Ve výzkumné oblasti se zabýval především studiem organických analytických činidel a jejich využití v potravinářské a anorganické chemii. Byl vynikajícím pedagogem a otcem Spolku posluchačů inženýrství chemie.
V roce 1907 významní profesoři chemie té doby – E. Votoček, F. Štolba, F. Plzák a A. Nydrle – reorganizovali dosavadní Listy chemické a přejmenovali je na Chemické listy. Rok poté, 1908, dospěli k názoru, že za vydávání tohoto časopisu musí být zodpovědná jedna osoba a volba padla na prof. Hanuše, který v posléze ustavené funkci šéfredaktora působil do roku 1926. Jeho nástupcem se stal Otakar Webr.
Ačkoliv jsou zásluhy prof. Hanuše o Českou společnost chemickou a Chemické listy velké, on sám vystupoval spíše jako skromný pracovník v pozadí. Propagoval zejména ediční činnost spolkovou. V roce 1924 publikoval názory, že Chemické listy je třeba vydávat častěji než jedenkrát měsíčně a navíc je třeba rozšířit hospodářskou činnost a také stati v časopisu, zaopatřovat knihy a pomůcky pro školy i průmysl, navazovat styky s cizinou a jejími Společnostmi chemickými, a snažit se pro Českou společnost chemickou vybudovat vlastní chemický dům. Bohužel však narážel na nepochopitelnou odbornou i stavovskou netečnost u mnoha chemiků cokoliv měnit.
Osoba prof. Hanuše patří v české chemické komunitě k nejzasloužilejším, a tak na jeho počest byla v roce 1966 zřízena Hanušova medaile jako nejvyšší vyznamenání České společnosti chemické za zásluhy o rozvoj chemie jako oboru v kterékoliv její oblasti. V rodné Jilemnici vytvořili na přelomu 70. a 80. let 20. století sochaři Antonín Kulda a Ladislav Kozák, v Harrachově ulici na nároží domu č. p. 103 (škola), pamětní desku s bustou Josefa Hanuše.
- Dr. Ing. Jiří Gut, DrSc. (šéfredaktor Chemických listů v letech 1959–1996)[5][6]

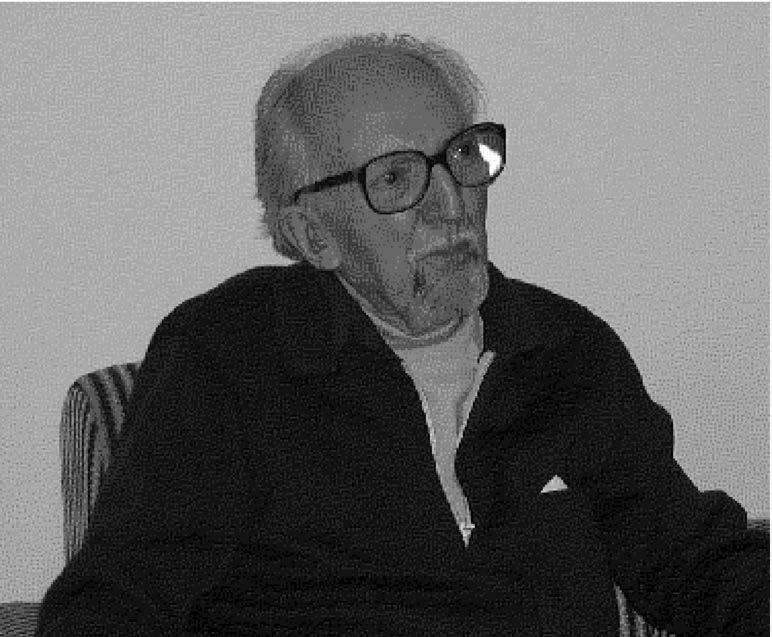
Dr. Ing. Jiří Gut, DrSc.

Dr. Gut se narodil 22. února 1923 v Praze. Vystudoval Vysokou školu chemicko-technologického inženýrství v Praze-Dejvicích (Ing. 1949), a pak tamtéž působil jako odborný asistent na Katedře organické chemie do roku 1953. Krátce po založení Ústavu organické chemie ČSAV v roce 1953 (dnes Ústav organické chemie a biochemie AV ČR), přešel na tento ústav, a až do roku 1962 zde vykonával funkci zástupce ředitele pro vědeckou činnost. Svoji vědeckou práci zaměřil na chemickou syntézu složek nukleových kyselin a jejich analogů a později na výzkum heterocyklů. V roce 1953 obdržel, společně s akademikem Františkem Šormem, státní cenu za syntézu léčiva chloramfenikolu. Za zmínku stojí i jeho dlouholetá spolupráce s tehdejším podnikem Chemopharma v Ústí nad Labem. V roce 1966 získal vědeckou hodnost DrSc.
V roce 1959 převzal od Miloše Krause funkci šéfredaktora časopisu Chemické listy a tuto funkci vykonával až do roku 1996, kdy ji předal Bohumilovi Kratochvílovi. V historii Chemických listů je tak nejdéle sloužícím šéfredaktorem (37 let). V jeho éře se Chemické listy opět staly periodikem Československé společnosti chemické a byly financovány ČSAV. Jeho odbornou a redakční práci ocenila Československá společnost chemická Hanušovou medailí (1983) a Česká společnost chemická udělením čestného členství (1993).
Dr. Gut byl vynikajícím redakčním stylistou, historikem, básníkem a chemickým humoristou. Kromě toho pěstoval orchideje, hrál divadlo a působil v Klubu přátel divadla Semafor. Humorná chemická dílka, která podepisoval pseudonymem –ut nebo ve dvojici s Dr. Vlastimilem Heroutem –utut, jsou starší generaci badatelů v oblasti „porkanové chemie“ dobře známa. V adventní době tradičně předával členům redakčního kruhu svoji báseň k novému roku, kultivoval redaktory vlastivědnými vycházkami a na redakčním kruhu jim vždy poskytoval dostatečný prostor pro intelektuální diskuse k aktuálním tématům. Redakční kruhy vedl jemně a nenásilně.
Dr. Gut zemřel v době vrcholící povodně v Praze, v pátek 16. srpna 2002, po krátké a těžké nemoci, ve věku nedožitých 80 let. Jeho zásluhy o Chemické listy jsou obrovské a předal je následovníkům způsobilé k pokračování.

## Zaměření
Chemické listy publikují v češtině, slovenštině a angličtině (pouze zvané příspěvky):
- Úvodníky
- Referáty o chemii a příbuzných oborech (např. o biochemii, chemii a technologii materiálů, chemické a biochemické technologii, ekologii, informatice)
- Původní články o laboratorní technice a postupech (sekce Původní a metodické práce)
- Aktuality chemického výzkumu a průmyslu
- Články z oblasti výuky chemie
- Chemická nomenklatura a terminologie
- Recenze nových knih a aplikačního software
- Diskusní rubrika
- Osobní zprávy, konference, redakční poznámky

## Čtenáři
- Učitelé a studenti vysokých a středních škol
- Pracovníci Akademie věd
- Pracovníci průmyslového managementu
- Pracovníci zdravotnických zařízení
- Pracovníci státních institucí
- Pracovníci resortních výzkumných ústavů
- Pracovníci kontrolních laboratoří

## Abstrakty a rejstříky
Chemické listy jsou abstrahovány službami Chemical Abstracts, Current Contents/Physical, Chemical & Earth Sciences, Science Citation Index, Scopus a dalších. Podle Journal Citation reports má časopis impakt faktor 0,6 (2022).

## ČasopisCzech Chemical Society Symposium Series(CCSSS)
Periodikum navazující na sympoziální série časopisu Chemické listy, publikující abstrakty a plné texty příspěvků z konferencí a sympózií pořádaných Českou společností chemickou. Časopis CCSSS vznikl roku 2015 jak transformovaná série zvláštních sympoziálních čísel „S“ dvanácti předchozích ročníků Chemických listů.